# Stará Ľubovňa
Stará Ľubovňa (deutsch Lublau oder Altlublau, polnisch Lubowla, ungarisch Ólubló – älter auch Lubló) ist eine Stadt mit etwa 15.000 Einwohnern in der Nordostslowakei.
Die Stadt besteht aus den Stadtteilen Podsadek (1964 eingemeindet; deutsch Sadek oder Heichen) und Stará Ľubovňa.

## Lage und Sehenswürdigkeiten
Stará Ľubovňa liegt 15 km südlich der polnischen Grenze am Poprad östlich der Hohen Tatra. Es gehört zu den ältesten Städten der Zipser Region.
Über der Stadt erhebt sich die gleichnamige Burg, die teilweise noch gut erhalten ist und heute ein Museum über die Geschichte der Burg beherbergt. Neben der Burg befindet sich das Freilichtmuseum Stará Ľubovňa (slowakisch – Ľubovňansky skanzen), das 1985 eröffnet wurde. Das wichtigste Ausstellungsobjekt ist die griechisch-katholische Holzkirche aus Matysová, die 1833 erbaut wurde und dem Erzengel Michael gewidmet ist. Des Weiteren werden Holzhäuser vom Beginn des 20. Jahrhunderts aus verschiedenen Dörfern der Umgebung gezeigt.
Den Kern der Altstadt bildet der rechteckige St.-Nikolaus-Platz, der von Bürgerhäusern aus dem 17. Jahrhundert umgeben ist. In seiner Mitte befinden sich ein kleiner Park und die gotische römisch-katholische St.-Nikolaus-Kirche. Die Befestigung, die den Platz und die ihn umgebenden Straßen einschloss, ist nur mehr an zwei Stellen erhalten.
Interessant ist auch die griechisch-katholische Kirche, die am 22. April 1990 von Papst Johannes Paul II. geweiht wurde. Die Kirche ist in Form einer Krone konstruiert und bildet mit einem Kloster, einem Glockenturm und einem Amphitheater einen religiösen Komplex.

## Geschichte
1292 wurde Stará Ľubovňa zum ersten Mal unter dem Namen Libenow schriftlich erwähnt. Bis zu seiner Erhebung zur (königlichen) Stadt 1342 stand Stará Ľubovňa unter der Herrschaft der Burg.
1412 gehörte es zu den 13 Zipser Städten, die vom ungarischen König Sigismund von Luxemburg für 37.000 Prager Silbergroschen an den polnischen König Władysław II. Jagiełło verpfändet wurden. Die Dauer der Verpfändung sollte zunächst kurzzeitig befristet bleiben, doch Sigismund gab das geliehene Geld nicht zurück. Später verweigerte Polen die Rücknahme des Geldbetrages, so dass die Städte 360 Jahre polnisches Pfand blieben. Erst im Zuge der ersten Teilung Polens im Jahre 1772 unter Maria Theresia kam das Gebiet vollständig zum Königreich Ungarn zurück. Danach (1778–1876) gehörte die Stadt zu der Provinz der 16 Zipser Städte.
Die Verpfändung war für die Bewohner weitestgehend von Vorteil, denn sie mussten sich nicht dem Komitat oder dem Adel unterwerfen und nahmen bei Unruhen zwischen Polen und dem Königreich Ungarn eine neutrale Position ein. Das Gebiet wurde zwar von polnischen Gemeindevorstehern von der Burg Ľubovňa aus verwaltet, wurde aber kein Bestandteil Polens. Die Stadt Stará Ľubovňa gewann dadurch an Bedeutung und wurde wichtiger als die Nachbarstadt Podolínec.
1414 erhielt die Stadt ein weiteres Privileg: Die Bürger wurden von der Hälfte des Krakauer Zolls befreit.
Am 11. April 1556 wurde die damals großteils aus Holzhäusern bestehende Stadt durch einen Großbrand weitgehend zerstört; nur sechs Häuser blieben erhalten.
Mitte des 18. Jahrhunderts hatte Stará Ľubovňa sogar eine eigene Währung, die Ľubovniansky Zloty, die in Stará Ľubovňa geprägt und im verpfändeten Gebiet verwendet wurden.
Nach dem Zweiten Weltkrieg befand sich in Stará Ľubovňa ein Sammellager im Rahmen der Vertreibung der Karpatendeutschen.

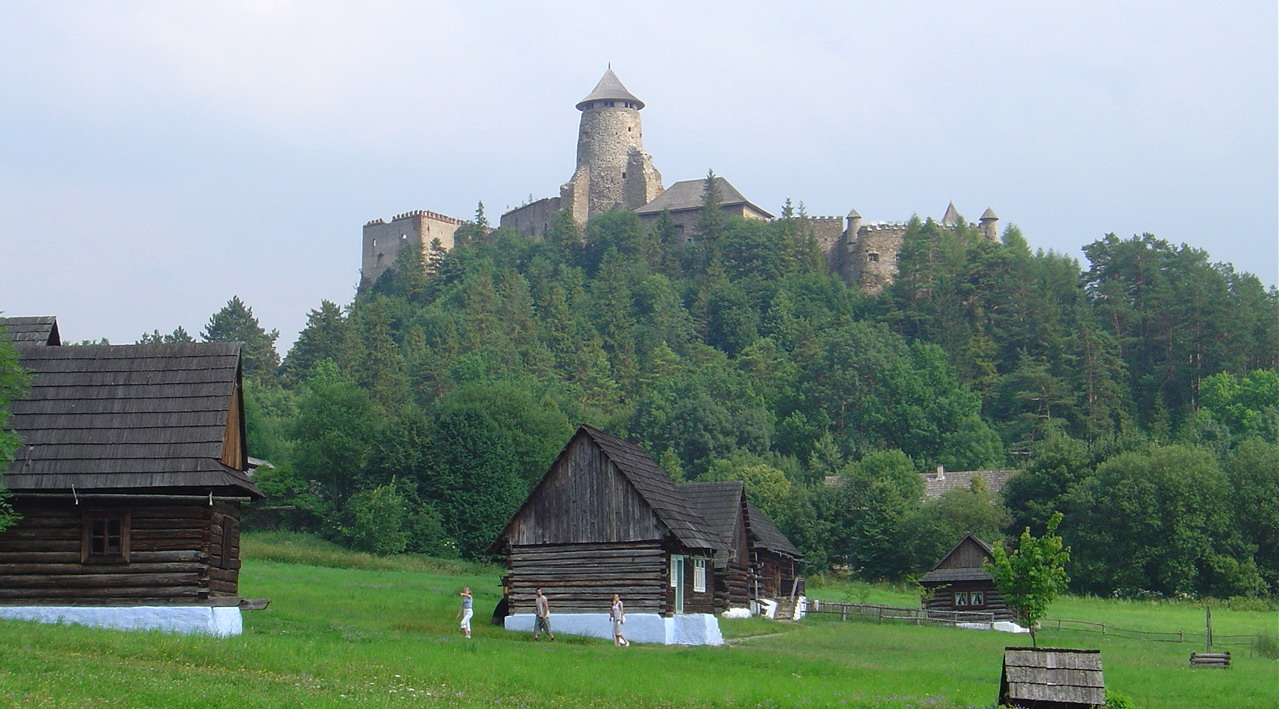
Blick auf die Lublauer Burg mit dem Freilichtmuseum im Vordergrund
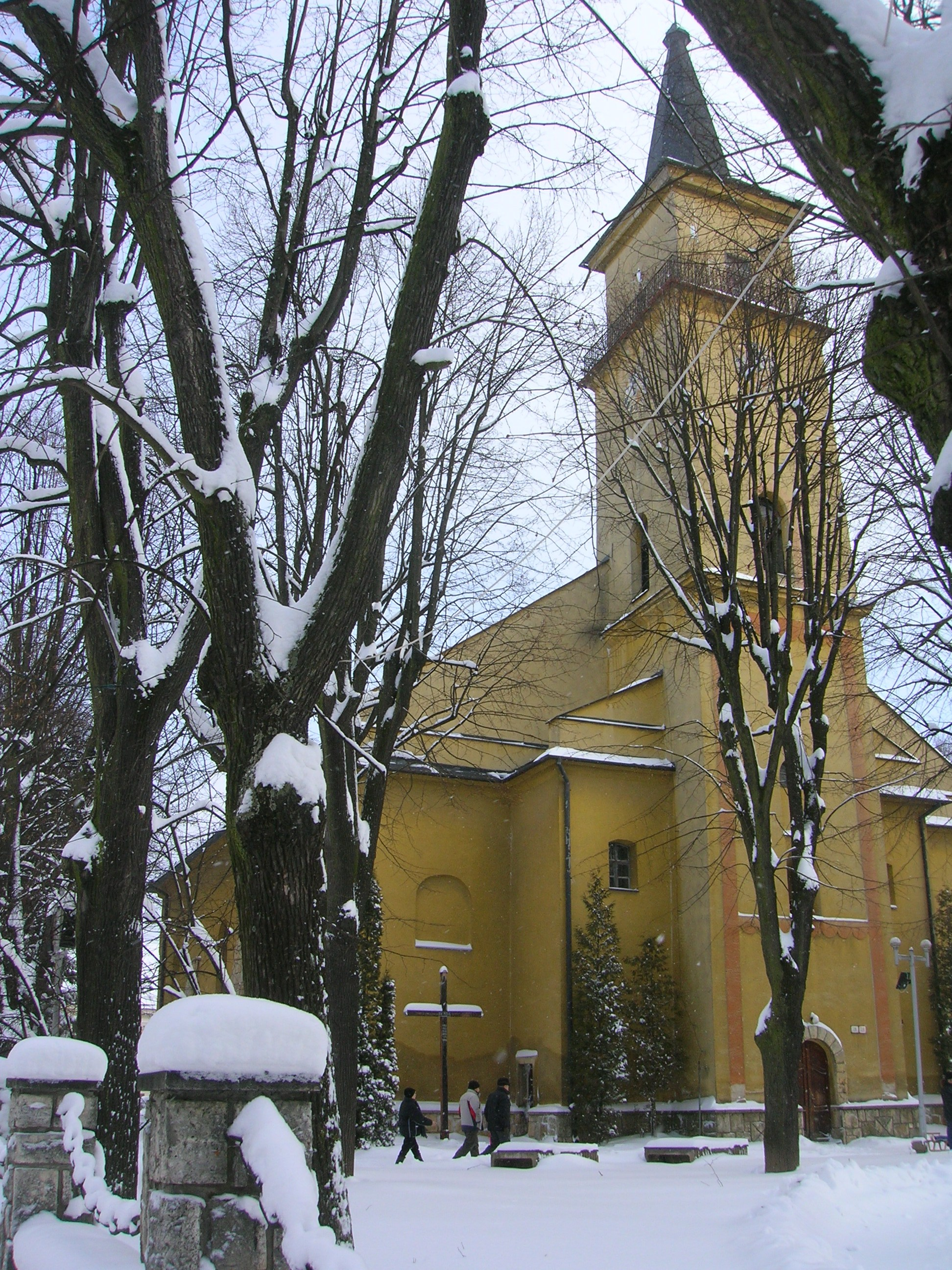
Die römisch-katholische St.-Nikolaus-Kirche
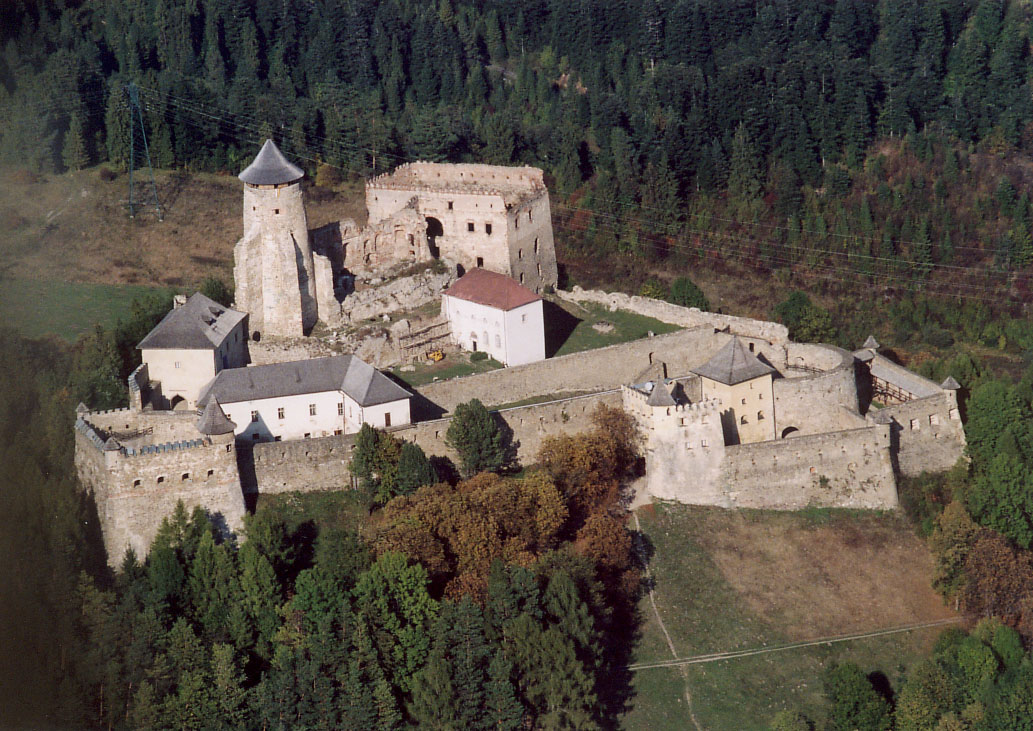
Luftaufnahme: Stará Ľubovňa – Burg
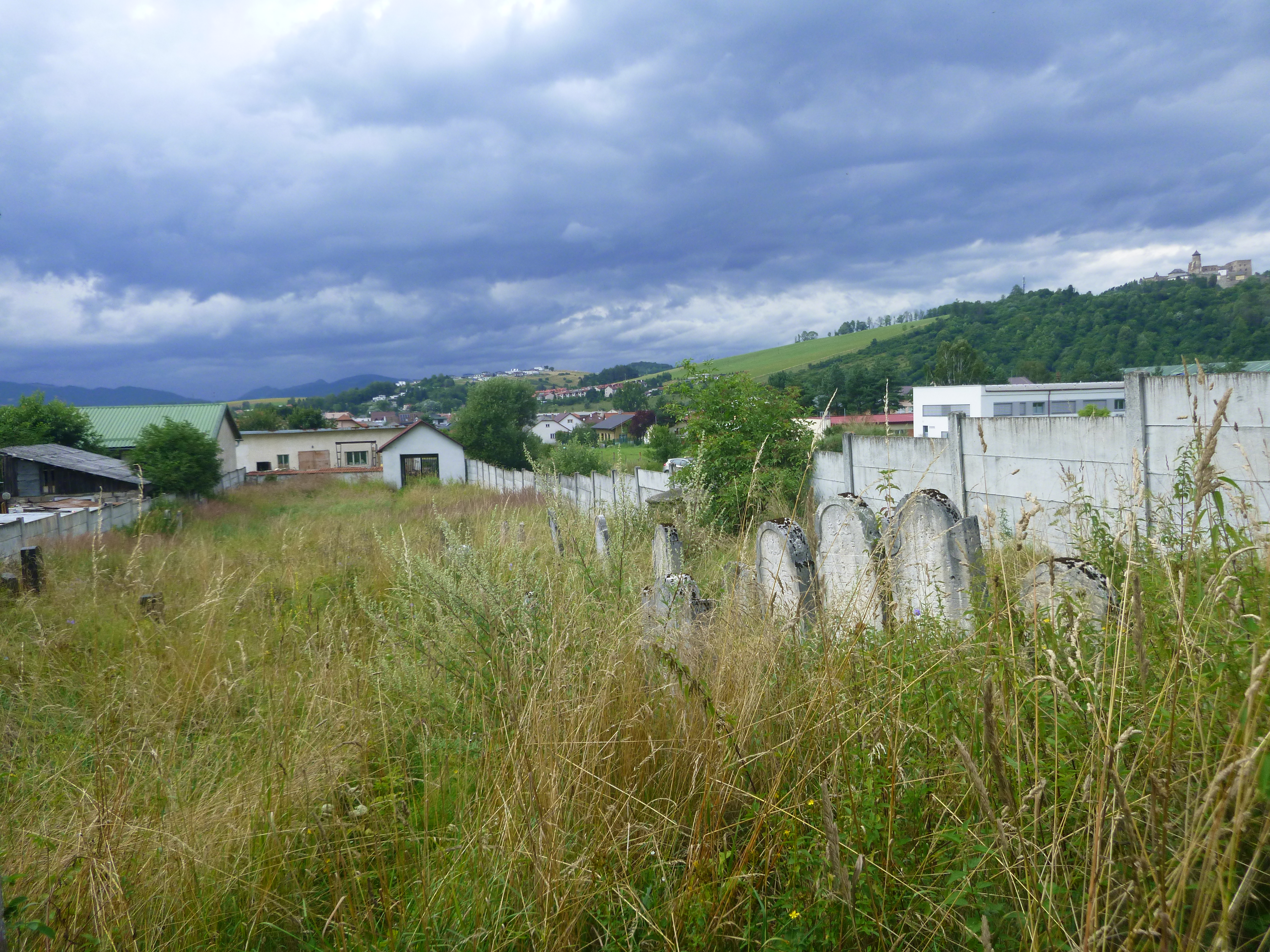
Auf dem jüdischen Friedhof befinden sich Gräber bis 1944

## Siehe auch

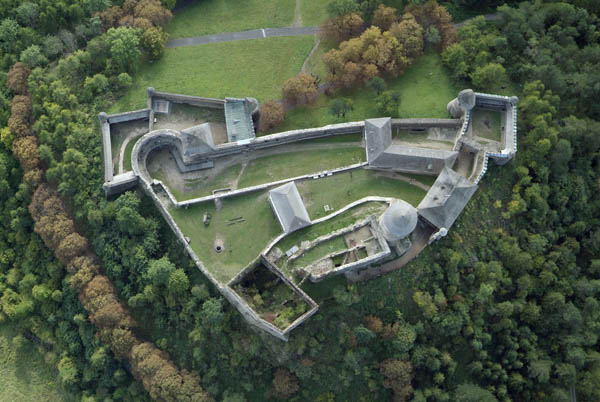
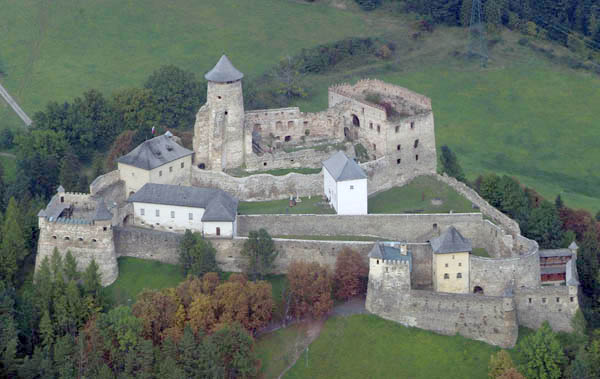
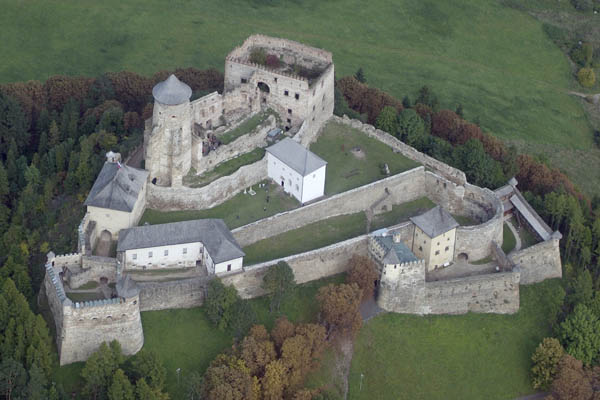
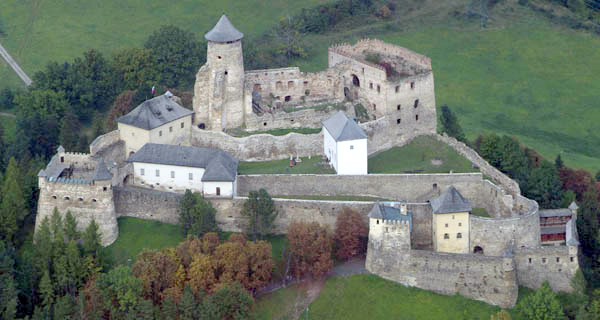

## Bevölkerung
| Jahr                | 1994   | 2004    | 2014    | 2024    |
| ------------------- | ------ | ------- | ------- | ------- |
| Anzahl der Personen | 15.447 | 16.348  | 16.366  | 15.599  |
| Unterschied         |        | +5,83 % | +0,11 % | −4,68 % |

| Jahr                | 2023   | 2024    |
| ------------------- | ------ | ------- |
| Anzahl der Personen | 15.628 | 15.599  |
| Unterschied         |        | −0,18 % |

## Söhne und Töchter der Stadt
- Marián Hossa (* 1979), Eishockeyspieler